# Rune Djurhuus
Rune Djurhuus (* 25. Januar 1970 in Elverum) ist ein norwegischer Schachspieler.

## Leben
Der Familienname Djurhuus kommt von den Färöer-Inseln. Rune Djurhuus ist verwandt mit Hans Andrias Djurhuus und Janus Djurhuus. Im Alter von sechs bis sieben Jahren lernte er das Schachspielen. 1980 meldete er sich beim Elverum Sjakklub an, 1991 beim Akademisk Sjakklubb der Universität Oslo, an der er Informatik studierte. Er wohnt in Oslo und hat einen Sohn und eine Tochter. Djurhuus schreibt regelmäßig Schachkolumnen für die Osloer Tageszeitung Aftenposten und die Trondheimer Tageszeitung Adresseavisen.

## Schacherfolge
1985 wurde er norwegischer Juniorenmeister, zur Jahreswende 1990/91 wurde er in Arnhem Jugendeuropameister U20, noch vor Wladimir Kramnik und Loek van Wely. 1990 und 1992 wurde er norwegischer Meister im Blitzschach. Das Troll Masters in Gausdal gewann er zum Jahreswechsel 1993/94 (Kategorie 9). 2004 gewann er die Barent-Meisterschaft in Alta.
Seit 1989 trägt er den Titel Internationaler Meister, Großmeister wurde er 1996, nach einer Großmeisternorm bei der Schacholympiade 1992 in Manila und zwei Normen beim Troll Masters in Gausdal 1994/95 und 1995/96. Er ist ebenfalls Internationaler Meister im Fernschach. Diesen Titel erhielt er 1994. Bei der norwegischen Einzelmeisterschaft im Nahschach wurde er viermal Zweiter (1990, 1994, 2000 und 2003) sowie fünfmal Dritter (1988, 1995, 1996, 1998 und 1999), konnte sie jedoch noch nie gewinnen. 

## Nationalmannschaft
Djurhuus nahm mit Norwegen an den Schacholympiaden 1988, 1990, 1992, 1994, 1996, 2006 und 2014 (in der dritten Mannschaft) sowie der Mannschaftseuropameisterschaft 1989 teil, bei der er das beste Einzelergebnis am sechsten Brett erreichte.

## Vereine
In der norwegischen Eliteserien spielte Djurhuus bis 2013 für den Akademisk Sjakklubb Oslo, in der Saison 2014/15 spielte er für den Nordstrand Sjakklubb, für den er in der Saison 2016/17 erneut antritt. In der schwedischen Elitserien spielte er von 1999 bis 2009 für die Skara Schacksällskap.